# Nicklas Sahl
Nicklas Sahl (Dánia, 1997. február 19. –) dán énekes, dalszerző, gitáros.

## Magánélete
1997. február 19-én született a Favrskov községi Hadstenben. Gyerekkora óta gitározik és dalokat ír. Középiskolai tanulmányai befejezése után a fővárosba, Koppenhágába költözött.

## Zenei karrierje
Nicklas első dala, a "Hero" 2018 áprilisában debütált amelyet a dán Warner Music lemezkiadó adott ki. Ugyanabban az év júniusában jelent meg "New Eyes" című dala is, amely Dániában 24 héten keresztül szerepelt a slágerlistán. 2019 áprilisában jelent meg debütáló albuma, a "Planets", amely Dániában a legjobban vásárolt CD-k listáján a 15. helyre került. Az albumon összesen 6 dal szerepelt, valamint 5 akusztikus változat. Ebben az évben jelent meg "Four Walls" című dala is, majd ezt követte 2020 februárjában a "There For You" amelyet az "In The Window Frame" követett. Júliusban megjelent "Unsolvable" című dala, amelyet augusztus 7-én második albuma, követett, amely szintén az "Unsolvable" címet kapta. Az összesen 11 dalt tartalmazó albumon már akusztikus változatok nem szerepeltek.

## Diszkográfia

### Stúdióalbumok
- Planets (2019)
- Unsolvable (2020)
- God Save The Dream (2022)

### Kislemezek
- Hero (2018)
- New Eyes (2018)
- Hvis Jeg Kunne Blive Som Dig (2019)
- Four Walls (2019)
- There For You (2020)
- In The Window Frame (2020)
- Stand Out To Be Special (2021)
- Noise (2022)

### Közreműködések
- Careful (2021, Emelie Hollow)